# Volley Treviso 2005-2006

## Risultati ottenuti

### In Italia
- Serie A1: perde in finale contro la Lube Banca Marche Macerata
- Coppa Italia: perde in semifinale contro la Copra Berni Piacenza
- Supercoppa Italiana: vince in finale contro il Tonno Callipo Vibo Valentia

### In Europa
- European Champions League: vince in finale contro l'Īraklīs Salonicco

## Rosa
in corsivo i giocatori ceduti durante il campionato